# Alexander Gutierrez
Alexander Gutierrez (* 24. Dezember 1990 in Breckenridge, Colorado) ist ein US-amerikanisch-mexikanischer Eishockeyspieler, der seit 2015 erneut für die Mayan Astronomers in der Liga Mexicana Élite spielt.

## Karriere
Alexander Gutierrez, der als Sohn mexikanischstämmiger Eltern im bekannten US-Wintersportort Breckenridge geboren wurde, begann seine Karriere als Eishockeyspieler bei den Bozeman Ice Dogs, für die er 2009/10 in der Northern Pacific Hockey League spielte. Als 2010 mit der Liga Mexicana Élite eine semi-professionelle Eishockeyliga gegründet wurde, wechselte er in das Land seiner Vorfahren und spielte in der Premierensaison für die Teotihuacan Priests, mit denen er durch 2:1 Siege (5–0, 4–5, 2–1) in den finalen Play-off-Spielen gegen die Mayan Astronomers den mexikanischen Landesmeistertitel erringen konnte. Zur folgenden Saison wechselte zum unterlegenen Finalgegner, für den er zwei Jahre aktiv war. In der Saison 2014/15 spielte er für die Mannschaft der University of Alabama in der Division III der US-Hochschulmeisterschaften. Seit 2015 spielt er wieder für die Mayan Astronomers.

### International
Für Mexiko nahm Gutierrez an den Weltmeisterschaften der Division II 2011, 2012, 2013 und 2016, als er zum besten Spieler seiner Mannschaft gewählt wurde, teil. Seine beiden Tore beim 8:7-Sieg nach Verlängerung gegen Bulgarien und beim 4:3-Erfolg gegen Turniersieger Israel trugen zum überraschenden dritten Platz der Mexikaner in der B-Gruppe der Division II 2013 maßgeblich bei. Zudem nahm er an der Vorqualifikation für die Olympischen Winterspiele 2014 in Sotschi teil, bei der die mexikanische Mannschaft aber bereits in der Vorqualifikation ausschied.